# Tirosina N-monoossigenasi
La tirosina N-monoossigenasi è un enzima appartenente alla classe delle ossidoreduttasi, che catalizza la seguente reazione:
L-tirosina + O2 + NADPH + H+ ⇄ N-idrossi-L-tirosina + NADP+ + H2O
N-idrossi-L-tirosina + O2 + NADPH + H+ ⇄ N,N-diidrossi-L-tirosina + NADP+ + H2O;;(3) N,N-diidrossi-L-tirosina ⇄ (Z)-(4-idrossifenilacetaldeide ossime) + CO2 + H2O
L'enzima è una proteina eme-tiolata (P-450) coinvolta nella biosintesi del glicoside cianogenico, durrina nel sorgo, assieme alla 4-idrossifenilacetaldeide ossime monoossigenasi (numero EC 1.14.13.68) ed alla cianoidrina beta-glicosiltransferasi (numero EC 2.4.1.85). Viene generato come altro prodotto anche 2-(4-idrossifenil)-1-nitroetano.